# Сими Вали (Калифорнија)
Сими Вали (енгл. Simi Valley) град је у америчкој савезној држави Калифорнија. По попису становништва из 2010. у њему је живело 124.237 становника.

## Демографија
Према попису становништва из 2010. у граду је живело 124.237 становника, што је 12.886 (11,6%) становника више него 2000. године.
|                   | 2010.            | 2000.            |
| Укупно            | 124 237 (100,0%) | 111 351 (100,0%) |
| Белци             | 78 009 (62,79%)  | 80 908 (72,66%)  |
| Хиспаноамериканци | 28 938 (23,29%)  | 18 729 (16,82%)  |
| Азијати           | 11 555 (9,301%)  | 7 052 (6,333%)   |
| Остали            | 3 996 (3,216%)   | 3 261 (2,929%)   |
| Афроамериканци    | 1 739 (1,400%)   | 1 401 (1,258%)   |